# Banjulunding
Banjulunding ist eine Ortschaft im westafrikanischen Staat Gambia.
Nach einer Berechnung für das Jahr 2013 leben dort etwa 10.104 Einwohner, das Ergebnis der letzten veröffentlichten Volkszählung von 1993 betrug 2751.

## Geographie
Banjulunding, in der West Coast Region, Distrikt Kombo North, liegt an der South Bank Road rund zwei Kilometer südwestlich von Lamin und rund drei Kilometer nördlich vom Banjul International Airport.
„-nding“ bedeutet in der Sprache der Mandinka klein, als Suffix in gambischen Ortsnamen oft zu finden. Man liest es als Banjulu N'ding – wörtlich übersetzt Banjul-klein; Banjulu ist dabei eine Variante von Banjul.